# 1223年
| 千纪： | 2千纪 |
| 世纪： | 12世纪 \| 13世纪 \| 14世纪 |
| 年代： | 1190年代 \| 1200年代 \| 1210年代 \| 1220年代 \| 1230年代 \| 1240年代 \| 1250年代                                                                                   |
| 年份： | 1218年 \| 1219年 \| 1220年 \| 1221年 \| 1222年 \| 1223年 \| 1224年 \| 1225年 \| 1226年 \| 1227年 \| 1228年                                                         |
| 纪年： | 癸未年（羊年）；西夏光定十三年，定元年；大理天开十九年；蒙古太祖十八年；金元光二年；南宋嘉定十六年；蒲鲜万奴天泰九年；越南建嘉十三年；日本貞應二年；高丽贞祐十一年 |

## 大事记
- 中国
  - 3月——全真教掌教长春真人丘處機東還，元太祖成吉思汗賜號神仙，赐虎符和诏书，令其掌天下教事務。
  - 4月——西夏太子李德任主張聯金抗蒙，被夏神宗廢黜，囚禁在靈州。
  - 12月——西夏神宗李遵顼禅位於次子李德旺，自稱太上皇。李德旺即位，是為夏獻宗，改年號乾定。
  - 由於蒲鮮萬奴的東夏滅亡，東遼國被蒙古取消。不過，東遼國開國君主耶律留哥的後代依然是蒙古帝國經略東北的世襲地方官。
- 基輔羅斯
  - 5月31日——基輔大公國、加利西亞－沃里尼亞王國、切爾尼戈夫公國、斯摩棱斯克公國與欽察聯軍在迦勒迦河之戰被蒙古大軍擊敗。
- 法国
  - 7月14日——路易八世成为法国国王。
  - 8月6日——法王路易八世加冕。

## 逝世
- 木華黎 蒙古名將（1170年出生，53岁）
- 陈淳，南宋理学家（1159年出生，64岁）
- 莊夏，南宋政治家（1155年出生，68岁）
- 叶适，南宋理学家（1150年出生，73岁）
- 7月14日——腓力二世，法国国王（1165年出生，58岁）